# Cantón de Villiers-Saint-Georges
El cantón de Villiers-Saint-Georges era una división administrativa francesa, que estaba situada en el departamento de Sena y Marne y la región de Isla de Francia. de 18 de febrero de 2014, el cantón de Villiers-Saint-Georges fue suprimido el 22 de marzo de 2015 y sus 19 comunas pasaron a formar parte del nuevo cantón de Provins<ref>